# Anacampta pendula
Anacampta pendula é uma espécie do gênero Anacampta.  

## Taxonomia
A espécie foi descrita em 1971 por Friedrich Markgraf. 